# ریچل، ریچل
ریچل، ریچل (به انگلیسی: Rachel, Rachel) فیلم درام ۱۰۱ دقیقه‌ای به تهیه کنندگی و کارگردانی پل نیومن و با بازی جوآن وودوارد است.